# Sympterygia acuta
Sympterygia acuta é uma espécie de peixe da família Arhynchobatidae.
Pode ser encontrada nos seguintes países: Argentina, Brasil e Uruguai.
Os seus habitats naturais são: mar aberto e mar costeiro.